# James Rennell
James Rennell, angleški geograf, zgodovinar, častnik in oceanograf, * 3. december 1742, Devon, † 29. marec 1830, London.
Rennell je bil prvotno častnik v Kraljevi vojni mornarici, nato pa je leta 1764 postal častnik Bengalskih inženircev. V sklopu svoje službe je deloval na geografskem in geodetskem raziskovanju Indije.